# Димитровград
Димитровград или Цариброд је градско насеље у Србији и седиште истоимене општине у Пиротском управном округу. Према попису из 2022. било је 5.188 становника. Налази се на југоистоку земље, близу границе са Бугарском.

## Називи
До 27. фебруара 1951. звао се Цариброд, када је Указом Президијума Народне скупштине НР Србије преименован у част Георгија Димитрова, бугарског председника. Уз општину Босилеград центар је бугарске мањине у Србији.
Ту је траса античког римског Војног пута, касније названог Цариградски друм. Назив места Цариброд је настао од назива пута (Цариградски) и брод, у смислу прелаз преко реке Нишаве.

## Географија
Територија Димитровграда налази се у југоисточном делу Србије. Смештена је у источном пределу Пиротског округа у горњем току реке Нишаве. Димитровград се налази на 545 метара надморске висине, смештен на самој граници са Републиком Бугарском.
Кроз град пролази Коридор 10 и железничка пруга Београд—Ниш—Софија. На око 2 km се налази гранични прелаз Градина између Србије и Бугарске.

## Историја

### Праисторија и римско доба
Трагови првих насеља на територији општине Димитровград датирају још из времена енеолита. Околина града је била насељена и у бронзаном и гвозденом добу што се може закључити на основу многобројних археолошких налаза. Римски пут Via Militaris саграђен у првом веку нове ере је пролазио кроз територију данашњег града. У мају 2010. године, добро очувани остаци пута су ископани у току радова на Коридору 10. Из рановизантијског периода налази се утврђење подигнуто у IV веку, а обновљено је у VI веку за време владавине Јустинијана. Удаљен је око 3 км северозападно од града, а служило је као заштита становништву у време упада разних освајача.

### Средњи век
У средњем веку је саграђен Манастир Поганово који се налази у близини Димитровграда. Манастир је подигнут крајем 14. века (1395. године) а осликан, богатим тематским програмом, тек 100 година касније, тачније 1499. године, од стране уметника из предела северне Грчке. Основао и подигао га је српски племић Константин Дејановић Драгаш, сестрић цара Душана. Због саме локације манастира, приступачност, све до 1927. године, је била незамислива, јер је кланац реке Јерме био у потпуности непроходан. Захваљујући томе, манастир је остао такорећи неоштећен кроз векове.

### Турска владавина
Ови крајеви су 1433. године пали у дугогодишње турско ропство. Турски султан Сулејман Величанствени који је 1521. године са својом војском преузео поход на север при пропутовању кроз долину Нишаве је записао: „Коначно сам у насељу под именом Царски бунар“. По предањима назив овог насеља био је „Царски брод“, па се као такав и данас користи у народу. До данас, међутим није званично утврђено које је године овај град добио назив Цариброд. У близини града се налазила османска војна база у периоду када је овај простор био под османском влашћу. Цариброд, село Калотинце и Драгоман су били некад својина везира Мехмед-паше Соколовића. Француски путописац Љунизан је 1785. године враћајући се из Цариграда прошао Бугарску. Приметио је да у Драгоманском кланцу има хајдука, који сачекују путнике и намернике. Тада је Цариброд био село са 90 кућа: 30 Турских и 60 Бугарских. Обрађивао се ту усев пиринач, а место је имало две кафане и два хана.

### Димитровград у Бугарској
Цариброд је 1878. године био паланка са око 200 кућа. Године 1881. ту се у Цариброду налазило седиште Височког среза, и српски ћумрук (царинарница) према Софији. Од Цариброда до Драгомана било је два сата хода.
После неуспеха српске војске у бици на Сливници у Српско-бугарском рату 1885. године, њене јединице су се повукле на запад. На Нешковом брду у близини Цариброда остала су два српска пешадијска пука и једна батерија. Када их је напала бугарска војска дошло је до борбе прса у прса, а српске трупе су морале да се повуку. На бојишту је остало 49 српских и 58 бугарских војника. По наређењу бугарског пуковника две године након битке је подигнута Спомен-костурница Паметник у којем су сахрањени војници обе државе. Бугари су у Цариброду из политичких побуда отворили гимназију и ћилимарску школу. Радиле су 1883. године Државна троразредна школа (од 1880) и Духовна семинарија (пансион 1881) у Цариброду. Бугарске власти су 1899. године протеривале српске пресељенике који су се населили у Цариброду, због њиховог "србофилства".
Српски и бугарски премијери, Пашић и Гешов, састали су се у тадашњем Цариброду 1912. године како би разговарали о спорним територијама у Македонији.

### Димитровград у Краљевини СХС/Југославији
Након Првог светског рата Бугарска је Нејским мировним уговором 27. новембра 1919. морала да преда Цариброд Краљевини Срба, Хрвата и Словенаца са статусом варошице.
У оквиру краљевине СХС од 1922. до 1929. године Цариброд се налазио у нишкој области, а 1929. године формирањем бановина припао је Моравској бановини. За време откако се налази у саставу југословенске државе то је постало прометно и просперитетно гранично место. То је живописна варош подигнута на самој Нишави, између планина. Кроз град пролази стари царски друм који повезује Европу са Оријентом, а који је утврдио још римски цар Трајан, у своје време. Отворена је 1921. године у месту непотпуна мешовита реална гимназија, која је после неколико година укинута 1930. године. Други пут је то било 1938. године У хотелу "Елита" у Цариброду основан је 1931. године патриотски Југословенски омладински клуб", чији је први председник постао Тихомир Милисављевић. Већ је постојало 1931. године Соколско друштво на челу са старешином протом Јовом Поповићем. Државна грађанска школа постојала је у међуратном периоду, од 1934. године. Електрична централа је отворена 1928. године. Године 1937. поред наведеног ту је и Домаћинска школа, Бановинска болница, Среско начелство, Пореска управа, Финансијска контрола, Пошта, Царинарница... Поред касарни ту је 1935. године изграђен леп Официрски дом. Ту се пазари петком на пијаци, а годишњи вашар се зове Богородични и траје три дана. Постоји ту једна Трговачка банка. Привредни живот карактеришу бројне задруге, попут Млекарско-сточарске, Набављачке и Потрошачке, Пољопривредне, Грађанска Занатлијске (са 350 чланова 1934. године), Пчеларске итд. За путнике су отворени хотели са храном и преноћиштем: Ослобођење, Балкан, Југославија, Интернационал, Солун и други. Ту је и око 30 кафана, познати угоститељи били су у то време Ђока, Гаце, Гале и "Чавдар". Православна црква је посвећена Св. Богородици, обновљена је крајем 19. века, а при њој службује прота Васа са другим свештеницима.
У току Другог светског рата нацифашистичке снаге Осовине окупирале су Југославију и Србију. Про-хитлеровска Бугарска је окупирала овај српски град, али је град ослобођен 1944. године и данас има статус општине у Републици Србији.

### Најновија историја
Стари назив града био је Цариброд, а садашњи назив је добио 1951. године, декретом тадашње Владе ФНРЈ, у част Георги Димитрова, бугарског председника. Године 2008. одборници Скупштине општине Димитровград покренули су иницијативу да врате старо име Цариброд. Одлука о промени имена је изгласана (за је гласало 25 од 28 одборника), међутим скупштина локалне самоуправне није надлежна да доноси такве одлуке.

## Туризам
Градска галерија у Димитровграду је основана 1955. године и годишње се у њој одржи 15 изложби. До сада је у њој одржано око 150 изложби. Народна библиотека „Детко Петров“ је настала 1898. године. У оквиру библиотеке налази се музеј. Музејска збирка има око 1800 предмета, фотографија, разгледница и других докумената који сведоче о животу на овом простору. Музејску поставку чине две основне поставке-археолошка и етнографска, које обухватају предмете почев од праисторије, преко античког, византијског, средњовековног и турског периода, као и оних предмета који су били у употреби до прве половине XX века.
У близини града налази се манастир Св. Кирика и Јулите, један од манастира који се налазе на највећој надморској висини у Србији. Црква је подигнута крајем 18. века, вероватно на темељима старије грађевине или средњовековног храма који је раније постојао. Манастир је обновљен 1839. године, а градио га је мајстор Никола-Кола из села Бољев Дол. Проглашен је 1984. године за непокретно културно добро као споменик културе Републике Србије.
Манастир Поганово смештен је на левој обали реке Јерме у близини села Поганово. Изграђен је крајем XIV, а осликан крајем XV века. Захваљујући свом неприступачном положају (све до 1927. г, до изградње ускотрачне железнице за потребе рудника каменог угља, кланац Јерме је био потпуно непролазан) остао је кроз векове релативно неоштећен од руку разних освајача. Под заштитом државе је од 1949. године а на листи светске културне баштине налази се од 1979. године. 1982. године манастир је уписан у регистар Српске Академије Науке и Уметности као културно добро од великог значаја. Основао га је српски властелин Константин Дејановић Драгаш непосредно пре губитка државне независности средњовековне Србије и посветио га Св. Јовану Богослову. Црква је осликана фрескама тек 1499. године, док у нартексу није било осликавања.
Црква Рођења Пресвете Богородице у Димитровграду је подигнута 1894. године.
У близини Димитровграда се налази Манастир Светог Димитрија Код Димитровграда.
Од 2014. године у Димитровграду се сваке јесени одржава гастрономско-културно-туристичка манифестација Дани царибродске сушенице. Том приликом поред бројних културних садржаја излажу се предмети домаће радиности али и пољопривредни производи овог краја. Централни догађај је продајна изложба традиционалних артикала домаће хране и такмичење у избору најбоље и најквалитетније сушенице.

## Демографија
У насељу Димитровград живи 5676 пунолетних становника, а просечна старост становништва износи 40,7 година (39,8 код мушкараца и 41,5 код жена). У насељу има 2450 домаћинстава, а просечан број чланова по домаћинству је 2,80.
Становништво у овом насељу веома је нехомогено (према попису из 2002. године).
|             | \| Демографија[25] \| Демографија[25] \| Демографија[25] \| \| Година \| Становника \| Становника \| \| --------------- \| --------------- \| --------------- \| \| 1948. \| 2.944 \| \| \| 1953. \| 2.891 \| \| \| 1961. \| 3.665 \| \| \| 1971. \| 5.488 \| \| \| 1981. \| 7.055 \| \| \| 1991. \| 7.276 \| 7.196 \| \| 2002. \| 6.968 \| 7.040 \| \| 2011. \| 6.278 \| \| \| 2022. \| 5.188 \| \| |            |
| Демографија | |            |
| Година      | Становника | Становника |
| 1948.       | 2.944 |            |
| 1953.       | 2.891 |            |
| 1961.       | 3.665 |            |
| 1971.       | 5.488 |            |
| 1981.       | 7.055 |            |
| 1991.       | 7.276 | 7.196      |
| 2002.       | 6.968 | 7.040      |
| 2011.       | 6.278 |            |
| 2022.       | 5.188 |            |

| Етнички састав према попису из 2022.‍ | Етнички састав према попису из 2022.‍ | Етнички састав према попису из 2022.‍ | Етнички састав према попису из 2022.‍ | Етнички састав према попису из 2022.‍ |
| ------------------------------------ | ------------------------------------ | ------------------------------------ | ------------------------------------ | ------------------------------------ |
|                                      |                                      |                                      |                                      |                                      |
| Бугари                               | Бугари                               |                                      | 2.375                                | 45,8%                                |
| Срби                                 | Срби                                 |                                      | 1.219                                | 23,5%                                |
| Роми                                 | Роми                                 |                                      | 52                                   | 1%                                   |
| остали                               | остали                               |                                      | 94                                   | 1,8%                                 |
| неизјашњени                          | неизјашњени                          |                                      | 986                                  | 19%                                  |
| непознато                            | непознато                            |                                      | 392                                  | 7,6%                                 |
| укупно: 5.188                        |                                      |                                      |                                      |                                      |

| \| \| м \| \| \| ж \| \| ? \| 8 \| \| \| 19 \| \| 80+ \| 60 \| \| \| 110 \| \| 75—79 \| 79 \| \| \| 118 \| \| 70—74 \| 110 \| \| \| 189 \| \| 65—69 \| 206 \| \| \| 203 \| \| 60—64 \| 253 \| \| \| 218 \| \| 55—59 \| 234 \| \| \| 219 \| \| 50—54 \| 272 \| \| \| 270 \| \| 45—49 \| 276 \| \| \| 260 \| \| 40—44 \| 249 \| \| \| 222 \| \| 35—39 \| 258 \| \| \| 233 \| \| 30—34 \| 258 \| \| \| 212 \| \| 25—29 \| 258 \| \| \| 248 \| \| 20—24 \| 236 \| \| \| 217 \| \| 15—19 \| 215 \| \| \| 218 \| \| 10—14 \| 195 \| \| \| 197 \| \| 5—9 \| 173 \| \| \| 163 \| \| 0—4 \| 152 \| \| \| 160 \| \| Просек : \| 39,8 \| \| \| 41,5 \| |      |  |  |      |
| |      |  |  |      |
| | м    |  |  | ж    |
| ? | 8    |  |  | 19   |
| 80+ | 60   |  |  | 110  |
| 75—79 | 79   |  |  | 118  |
| 70—74 | 110  |  |  | 189  |
| 65—69 | 206  |  |  | 203  |
| 60—64 | 253  |  |  | 218  |
| 55—59 | 234  |  |  | 219  |
| 50—54 | 272  |  |  | 270  |
| 45—49 | 276  |  |  | 260  |
| 40—44 | 249  |  |  | 222  |
| 35—39 | 258  |  |  | 233  |
| 30—34 | 258  |  |  | 212  |
| 25—29 | 258  |  |  | 248  |
| 20—24 | 236  |  |  | 217  |
| 15—19 | 215  |  |  | 218  |
| 10—14 | 195  |  |  | 197  |
| 5—9 | 173  |  |  | 163  |
| 0—4 | 152  |  |  | 160  |
| Просек : | 39,8 |  |  | 41,5 |

| Година пописа     | 1948. | 1953. | 1961. | 1971. | 1981. | 1991. | 2002. |
| ----------------- | ----- | ----- | ----- | ----- | ----- | ----- | ----- |
| Број домаћинстава | 910   | 864   | 1.259 | 1.719 | 2.214 | 2.384 | 2.450 |

| Број чланова      | 1   | 2   | 3   | 4   | 5   | 6  | 7 | 8 | 9 | 10 и више | Просек |
| ----------------- | --- | --- | --- | --- | --- | -- | - | - | - | --------- | ------ |
| Број домаћинстава | 434 | 650 | 592 | 591 | 137 | 35 | 9 | 0 | 1 | 1         | 2,80   |

| Пол    | Укупно | Неожењен/Неудата | Ожењен/Удата | Удовац/Удовица | Разведен/Разведена | Непознато |
| ------ | ------ | ---------------- | ------------ | -------------- | ------------------ | --------- |
| Мушки  | 2.972  | 823              | 1.911        | 168            | 54                 | 16        |
| Женски | 2.956  | 530              | 1.911        | 431            | 76                 | 8         |
| УКУПНО | 5.928  | 1.353            | 3.822        | 599            | 130                | 24        |

| Пол    | Укупно                    | Пољопривреда, лов и шумарство | Рибарство                            | Вађење руде и камена | Прерађивачка индустрија       |
| ------ | ------------------------- | ----------------------------- | ------------------------------------ | -------------------- | ----------------------------- |
| Мушки  | 1.399                     | 76                            | 0                                    | 0                    | 489                           |
| Женски | 1.090                     | 24                            | 0                                    | 0                    | 489                           |
| Укупно | 2.489                     | 100                           | 0                                    | 0                    | 978                           |
|        |                           |                               |                                      |                      |                               |
| Пол    | Производња и снабдевање   | Грађевинарство                | Трговина                             | Хотели и ресторани   | Саобраћај, складиштење и везе |
| Мушки  | 89                        | 40                            | 80                                   | 120                  | 137                           |
| Женски | 31                        | 9                             | 96                                   | 79                   | 38                            |
| Укупно | 120                       | 49                            | 176                                  | 199                  | 175                           |
|        |                           |                               |                                      |                      |                               |
| Пол    | Финансијско посредовање   | Некретнине                    | Државна управа и одбрана             | Образовање           | Здравствени и социјални рад   |
| Мушки  | 9                         | 8                             | 171                                  | 47                   | 56                            |
| Женски | 27                        | 9                             | 51                                   | 71                   | 133                           |
| Укупно | 36                        | 17                            | 222                                  | 118                  | 189                           |
|        |                           |                               |                                      |                      |                               |
| Пол    | Остале услужне активности | Приватна домаћинства          | Екстериторијалне организације и тела | Непознато            | Непознато                     |
| Мушки  | 29                        | 0                             | 0                                    | 48                   | 48                            |
| Женски | 14                        | 0                             | 0                                    | 19                   | 19                            |
| Укупно | 43                        | 0                             | 0                                    | 67                   | 67                            |

## Образовање
- Основна школа „Христо Ботев“ у Димитровграду
- Гимназија „Св. Кирило и Методије“
- Виша пословна Школа Блаце, истурено одељење Димитровград

## Медији
- Радио Телевизија Цариброд
- Новинско издавачка кућа „Братство“
- Интернет Портал ФАР - ФАР ТВ

## Познате личности
- Васил Павурџијев (1897—1948), књижевник и писац
- Златан Дудов (1903—1963), филмски режисер и сценариста
- Методи Петров (1920—1995), сликар
- Слободан Сотиров (1926—2005), сликар
- Димитар Илијев (1950—2023), сликар и вајар
- Далибор Андонов Гру (1973—2019), музичар
- Томов Стефан Душан (1965), академски сликар
- Јелена Костов (1983), певачица
- Детко Петров (1936-1990), књижевник и писац
- Ружица Алексов (1962), спортисткиња и параолимпијка

## Спорт
- ФК Балкански
- КК Димитровград

## Галерија
- Центар града
- Зграда општине
- Дом културе
- Библиотека
- Црква Рођења Пресвете Богородице
- Национални савет Бугара у Србији
- Железничка станица
- Изложба радова Димитра Илијева у галерији
- Сушеница , Дани царибродске сушенице